# Ankita Rainová
Ankita Rainová (nepřechýleně: Raina, * 11. ledna 1993 Ahmadábád, Gudžarát) je indická profesionální tenistka. Ve své dosavadní kariéře na okruhu WTA Tour vyhrála jeden deblový turnaj. V sérii WTA 125 vybojovala jednu trofej ve čtyřhře. V rámci okruhu ITF získala jedenáct titulů ve dvouhře a dvacet pět ve čtyřhře.
Na žebříčku WTA byla ve dvouhře nejvýše klasifikována v březnu 2020 na 160. místě a ve čtyřhře v květnu 2021 na 93. místě.
V indickém týmu Billie Jean King Cupu debutovala v roce 2013 základním blokem 1. skupiny asijsko-oceánské zóny proti Kazachstánu a Thajsku. V obou zápasech prohrála čtyřhru a Indky vždy odešly poraženy 0:3 na zápasy. Do září 2023 v soutěži nastoupila ke čtyřiceti mezistátním utkáním s bilancí 20–17 ve dvouhře a 9–7 ve čtyřhře.
Indii reprezentovala na odložených Letních olympijských hrách 2020 v Tokiu. Do ženské čtyřhry nastoupila se Saniou Mirzaovou. V úvodním kole nestačily na ukrajinská dvojčata Ljudmylu a Nadiju Kičenokovy, přestože vedly 6–0 a 5–2. Z Jihoasijských her 2016 v Guváhátí a Šilaungu si odvezla zlaté medaile z dvouhry a smíšené čtyřhry, do níž nastoupila s Divijem Šaranem. Na Asijských hrách 2018 v Jakartě a Palembangu vybojovala bronz ve dvouhře po semifinálové prohře s Čang Šuaj.

## Soukromý život
Narodila se roku 1993 v Ahmadábádu, nejlidnatějším městě západoindického státu Gudžarát, do rodiny Lality a Ravindera Kišena Rainových. Vyrostla v rodině kašmírských panditů vyznávajících hinduismus. Po druhém místě na asijském mastersu 14letých v Melbourne se v roce 2007 definitivně rozhodla přestěhovat do Puné v Maháráštře, jednoho z indických tenisových center, aby mohla rozvinout tenisovou kariéru v podmínkách optimálního zázemí. Připravuje se v punéské Tenisové akademii Hemanta Bendreyho v městském klubu PYC Hindu Gymkhana.
Plynně hovoří hindsky, gudžarátsky a anglicky. Za preferovaný povrch uvedla trávu.

## Tenisová kariéra
První dvouhru na okruhu WTA Tour odehrála na červencovém Jiangxi Open 2018 v Nan-čchangu. Na úvod získala jen tři gamy na druhou nasazenou Číňanku Wang Čchiang z osmé světové desítky. Debutové vítězství nad členkou z elitní stovky dosáhla na Kunming Open 2019 v An-ningu v rámci série WTA 125K, když přehrála sedmdesátou sedmou ženu klasifikace Samanthu Stosurovou ve třech setech. Deset předchozích utkání proti hráčkám z Top 100 prohrála. Do semifinále poprvé postoupila ve čtyřhře Thailand Open 2020, kde startovala s Nizozemkou Rosalií van der Hoekovou.

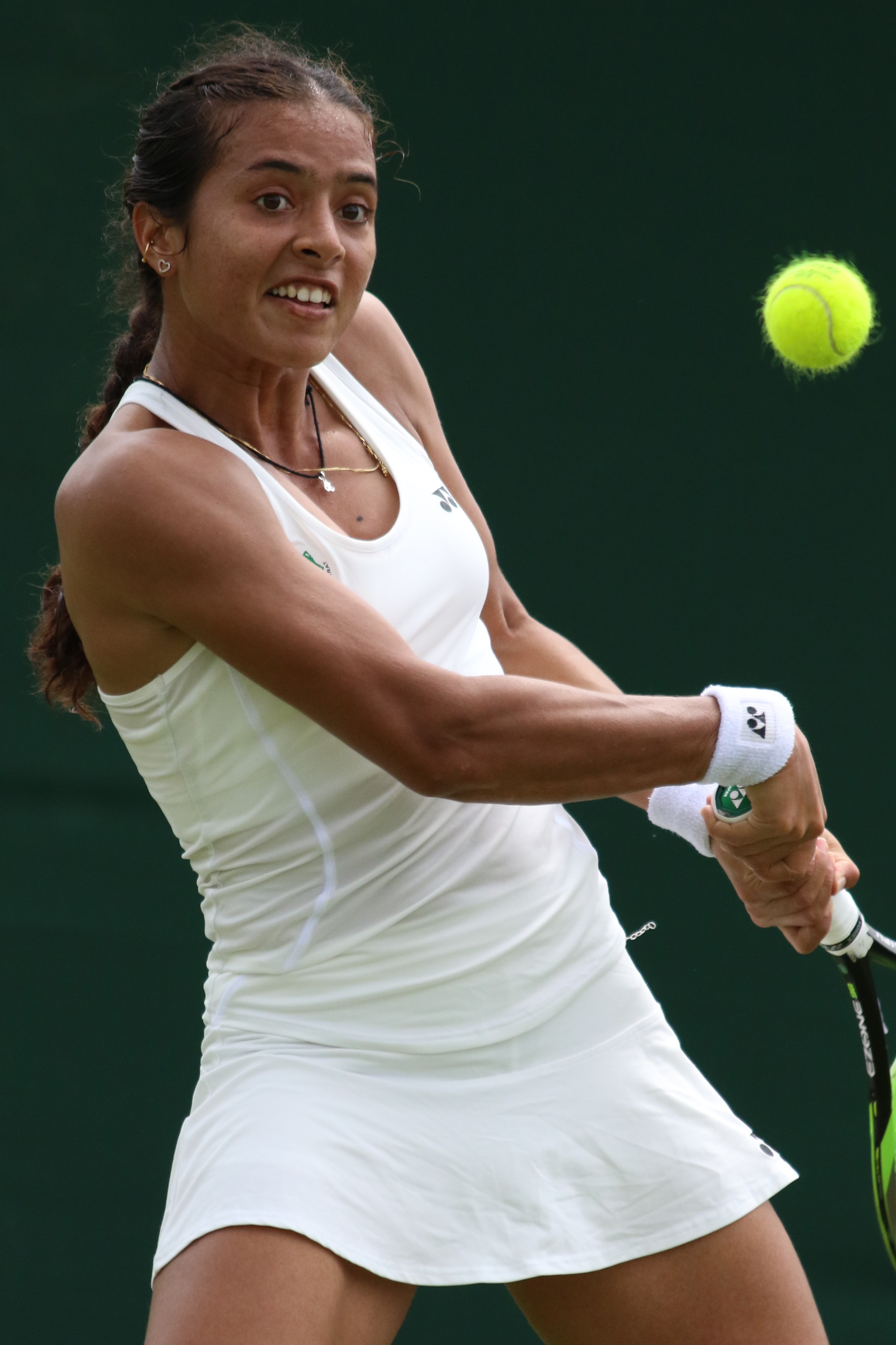
V kvalifikaci Wimbledonu 2019

Po šesti vyřazení v úvodních kolech dvouher si první vyhraný singl připsala na Phillip Island Trophy 2021 v Melbourne Parku, dodatečně zařazeném turnaji během koronavirové pandemie. Po výhře nad Italkou Elisabettou Cocciarettovou z druhé stovky žebříčku však podlehla Australance Kimberly Birrellové, která jako členka osmé stovky obdržela divokou kartu. Do čtyřhry Phillip Island Trophy 2021 nastoupila po boku Rusky Kamilly Rachimovové. Premiérovou účast ve finále túry WTA proměnila v titul, když v závěrečném utkání zdolaly ruskou dvojici Anna Blinkovová a Anastasija Potapovová. Bodový zisk ji jako druhou Indku v historii, po Mirzaové, posunul do elitní světové stovky deblového žebříčku WTA. V kvalifikaci guadalajarského Abierto Zapopan 2021 porazila Saru Erraniovou, ale do hlavní soutěže ji nepustila Švýcarka Leonie Küngová.
V hlavní soutěži grandslamu debutovala v ženském deblu Australian Open 2021  v páru s Rumunkou Mihaelou Buzărnescuovou. Z prvního kola však odešly poraženy. V sezóně 2021 pak úvodní zápasy nezvládla ani ve čtyřhrách French Open a Wimbledonu po boku Lauren Davisové a na US Open s Katerynou Bondarenkovou. Od French Open 2018 do Wimbledonu 2023 nezvládla ani jednu z patnácti grandslamových kvalifikací o postup do dvouhry.
I přes debakl v podobě dvou „kanárů“ v kvalifikačním kole s Jastremskou postoupila do singlové soutěže Livesport Prague Open 2023 z pozice šťastné poražené, vzhledem k odstoupení Mariové. Na úvod dvouhry vyřadila Barboru Strýcovou, na jejím posledním turnaji hraném na českém území. Poté však podlehla o sto dvacet pět míst výše postavené Lindě Noskové, přestože ve druhé sadě podávala za stavu her 5–4 na vítězství.

## Finále na okruhu WTA Tour
| Legenda                  |
| ------------------------ |
| D – dvouhra; Č – čtyřhra |
| Grand Slam (0)           |
| Turnaj mistryň (0)       |
| WTA 1000 (0)             |
| WTA 500 (0)              |
| WTA 250 (1–0 Č)          |

### Čtyřhra: 1 (1–0)
| Stav    | č. | datum          | turnaj               | povrch | spoluhráčka         | soupeřky ve finále                    | výsledek         |
| ------- | -- | -------------- | -------------------- | ------ | ------------------- | ------------------------------------- | ---------------- |
| Vítězka | 1. | 19. února 2021 | Melbourne, Austrálie | tvrdý  | Kamilla Rachimovová | Anna Blinkovová Anastasija Potapovová | 2–6, 6–4, [10–7] |

## Finále série WTA 125
| Legenda                  |
| ------------------------ |
| D – dvouhra; Č – čtyřhra |
| WTA 125 (1–0 Č)          |

### Čtyřhra: 1 (1–0)
| Stav    | č. | datum         | turnaj               | povrch      | spoluhráčka      | soupeřky ve finále                   | výsledek               |
| ------- | -- | ------------- | -------------------- | ----------- | ---------------- | ------------------------------------ | ---------------------- |
| Vítězka | 1. | listopad 2018 | Tchaj-pej, Tchaj-wan | koberec (h) | Karman Thandiová | Olga Dorošinová Natela Dzalamidzeová | 6–3, 5–7, [12–12]skreč |

## Tituly na okruhu ITF
| Dotace turnajů okruhu ITF | Dotace turnajů okruhu ITF |
| ------------------------- | ------------------------- |
| 100 000 $ tournaments     | 80 000 $ tournaments      |
| 60 000 $ tournaments      | 50 000 $ tournaments      |
| 40 000 $ tournaments      | 25 000 $ tournaments      |
| 15 000 $ tournaments      | 10 000 $ tournaments      |

### Dvouhra (11 titulů)
| Č.  | datum         | turnaj              | povrch | poražená finalistka | výsledek |
| --- | ------------- | ------------------- | ------ | ------------------- | -------- |
| 1.  | červen 2012   | Nové Dillí, Indie   | tvrdý  | Prerna Bhambriová   | 6–4, 6–2 |
| 2.  | duben 2013    | Čennaí, Indie       | antuka | Nataša Palhová      | 6–3, 6–1 |
| 3.  | červen 2013   | Nové Dillí, Indie   | tvrdý  | Eetee Mahetová      | 6–3, 6–2 |
| 4.  | červenec 2013 | Nové Dillí, Indie   | tvrdý  | Kanika Vaidyová     | 6–4, 6–4 |
| 5.  | prosinec 2014 | Puné, Indie         | tvrdý  | Katy Dunneová       | 6–2, 6–2 |
| 6.  | březen 2018   | Gválijar, Indie     | tvrdý  | Amandine Hesseová   | 6–2, 7–5 |
| 7.  | červenec 2018 | Nonthaburi, Thajsko | tvrdý  | Risa Ozakiová       | 6–2, 6–3 |
| 8.  | leden 2019    | Singapur            | tvrdý  | Arantxa Rusová      | 6–3, 6–2 |
| 9.  | prosinec 2019 | Solápúr, Indie      | tvrdý  | Naiktha Bainsová    | 6–3, 6–3 |
| 10. | leden 2020    | Nonthaburi, Thajsko | tvrdý  | Chloé Paquetová     | 6–3, 7–5 |
| 11. | únor 2020     | Džódhpur, Indie     | tvrdý  | Berfu Cengizová     | 7–5, 6–1 |

### Čtyřhra (25 titulů)
| Č.  | datum         | turnaj                         | povrch | spoluhráčka              | poražené finalistky                                   | výsledek            |
| --- | ------------- | ------------------------------ | ------ | ------------------------ | ----------------------------------------------------- | ------------------- |
| 1.  | květen 2011   | Nové Dillí, Indie              | tvrdý  | Ajšvárja Agravalová      | Fatma Al-Nabhaniová Rušmi Čakravartíová               | 6–4, 6–3            |
| 2.  | květen 2012   | Nové Dillí, Indie              | tvrdý  | Rušmi Čakravartíová      | Liou Jü-süan Čao Čchien-čchien                        | 6–1, 6–4            |
| 3.  | květen 2012   | Nové Dillí, Indie              | tvrdý  | Rušmi Čakravartíová      | Sri Peddy Reddyová Prarthana Thombareová              | 6–3, 6–2            |
| 4.  | červen 2012   | Nové Dillí, Indie              | tvrdý  | Ajšvarja Agravalová      | Ester Masuriová Naomi Totková                         | 6–1, 6–4            |
| 5.  | leden 2014    | Aurangábád, Indie              | antuka | Prarthana Thombareová    | Švéta Ranová Rišika Sunkarová                         | 6–3, 6–3            |
| 6.  | listopad 2014 | Bombaj, Indie                  | tvrdý  | Lu Ťia-ťing              | Niča Lertpitaksinčajová Peangtarn Plipuečová          | 6–4, 1–6, [11–9]    |
| 7.  | prosinec 2014 | Lakhnaú, Indie                 | tráva  | Emily Webley-Smithová    | Rušmi Čakravartíová Nidhi Čilumulová                  | 6–2, 6–4            |
| 8.  | září 2016     | Ču-chaj, Čína                  | tvrdý  | Emily Webley-Smithová    | Kuo Chan-jü Ťiang Sin-jü                              | 6–4, 6–4            |
| 9.  | duben 2017    | Pula, Itálie                   | antuka | Eva Wacannová            | Irene Burillo Escorihuelová Yvonne Cavallé Reimersová | 6–4, 6–4            |
| 10. | květen 2017   | Hua Hin, Thajsko               | tvrdý  | Emily Webley-Smithová    | Nudnida Luangnamová Čang Jü-kchun                     | 6–2, 6–0            |
| 11. | srpen 2017    | Koksijde, Belgie               | antuka | Bibiane Schoofsová       | Marie Benoîtová Magali Kempenová                      | 3–6, 6–3, [11–9]    |
| 12. | srpen 2017    | Mençuna, Turecko               | tvrdý  | Gabriela Céová           | Elica Kostovová Jana Sizikovová                       | 6–2, 6–3            |
| 13. | květen 2018   | Ťi-nan, China                  | tvrdý  | Harriet Dartová          | Liou Fang-čou Sün Fang-jing                           | 6–3, 6–3            |
| 14. | listopad 2018 | Puné, Indie                    | tvrdý  | Karman Thandiová         | Aleksandrina Najdenovová Tamara Zidanšeková           | 6–2, 6–7(5), [11–9] |
| 15. | prosinec 2019 | Sólápur, Indie                 | tvrdý  | Ulrikke Eikeriová        | Berfu Cengizová Despina Papamichailová                | 5–7, 6–4, [10–3]    |
| 16. | leden 2020    | Nonthaburi, Thajsko            | tvrdý  | Bibiane Schoofsová       | Supapič Kudžearumová Manančaja Sawangkaewová          | 6–4, 6–2            |
| 17. | leden 2020    | Nonthaburi, Thajsko            | tvrdý  | Bibiane Schoofsová       | Mijabi Inoueová Kchang Ťia-čchi                       | 6–2, 3–6, [10–7]    |
| 18. | prosinec 2020 | Dubaj, Spojené arabské emiráty | tvrdý  | Jekatěrine Gorgodzeová   | Aliona Bolsovová Kaja Juvanová                        | 6–4, 3–6, [10–6]    |
| 19. | březen 2022   | Bendigo, Austrálie             | tvrdý  | Rutudža Bósaleová        | Alexandra Bozovicová Weronika Falkowská               | 4–6, 6–3, [10–4]    |
| 20. | duben 2022    | Canberra, Austrálie            | antuka | Arina Rodionovová        | Fernanda Contrerasová Alana Parnabyová                | 4–6, 6–2, [11–9]    |
| 21. | červenec 2022 | Gurugram, Indie                | tvrdý  | Priska Madelyn Nugrohová | Momoko Koboriová Misaki Macudová                      | 3–6, 6–0, [10–6]    |
| 22. | červenec 2022 | Nur-Sultan, Kazachstán         | tvrdý  | Momoko Koboriová         | Čo Jun-džong Han Na-re                                | 6–2, 3–6, [10–8]    |
| 23. | prosinec 2022 | Solápúr, Indie                 | tvrdý  | Prarthana Thombareová    | Priska Madelyn Nugrohová Jekatěrina Jašinová          | 6–1, 6–2            |
| 24. | leden 2023    | Puné, Indie                    | tvrdý  | Prarthana Thombareová    | Gozal Ainitdinovová Žibek Kulambajevová               | 4–6, 7–5, [10–8]    |
| 25. | květen 2023   | Tbilisi, Gruzie                | tvrdý  | Jekatěrine Gorgodzeová   | Anastasija Zacharovová Anastasija Zolotarevová        | 4–6, 6–2, [10–6]    |